# Lionel Brodie
Pour les articles homonymes, voir Brodie.
Lionel Brodie, né le 28 mai 1917 à Euroa et décédé le 15 mai 1995, est un joueur australien de tennis amateur des années 1930 et 1940.

## Carrière
Dans ce que l'on appelle aujourd'hui les tournois du Grand Chelem, Brodie a exclusivement participé à l'Open d'Australie où il a atteint :
- en simple : les quarts de finale en 1939, 1946 et 1947[1] ;
- en double : les demi-finales en 1947 et les quarts de finale en 1940, 1946 et 1948 ;
- en double mixte : les quarts de finale en 1939.

## Palmarès

### Titres
Brodie a remporté trois titres en simple.
- à Sydney en 1946 contre Jack Crawford (6-3, 6-3)[2] ;
- à Perth en 1947 contre Max Bonner (6-2, 6-2, 6-3)[3] ;
- à Bendigo en 1950 contre Bill Mates(6-0, 6-2)[4].